# Pablo L. Sidar, Tabasco
Pablo L. Sidar är en ort i Mexiko.   Den ligger i kommunen Centro och delstaten Tabasco, i den sydöstra delen av landet, 700 km öster om huvudstaden Mexico City. Pablo L. Sidar ligger 9 meter över havet och antalet invånare är 1 251.
Terrängen runt Pablo L. Sidar är mycket platt. Runt Pablo L. Sidar är det tätbefolkat, med 442 invånare per kvadratkilometer. Närmaste större samhälle är Villahermosa, 14,2 km nordost om Pablo L. Sidar. Trakten runt Pablo L. Sidar består till största delen av jordbruksmark.